# Federale Universiteit van Bahia
De Federale universiteit van Bahia (Portugees: Universidade Federal da Bahia) is de grootste staatsuniversiteit van Brazilië en is gevestigd in Bahia. De universiteit is gesticht op 8 april 1946.